# John Twigg
John Twigg (1732 – 1790) fu un rinomato armaiolo inglese.
Il suo laboratorio di produzione si trovava tra il 1755 ed il 1759 in Angel Court, nel distretto londinese di Charing Cross, poi Twigg si trasferì nello Strand dal 1760 al 1775 ed infine nei pressi di Piccadilly Circus. Nel 1789 egli entrò in società con un altro armaiolo, John Bass.
Twigg è famoso per le sue pistole da duello e per le armi che produsse per la East India Company: la particolarità delle sue pistole riguarda il numero di canne, che poteva variare sensibilmente. Twigg, infatti, fabbricò pistole a due, quattro e addirittura sette canne: quest'ultima è costituita dalla rivoltella peparola fabbricata nel 1785, le cui canne dovevano essere ruotate manualmente.
Un celebre contemporaneo e pupillo di Twigg fu John Manton, che successivamente mise a punto un particolare tipo di pietra focaia.